# Социалистическая единая партия Западного Берлина
Социалистическая единая партия Западного Берлина (СЕПЗБ, нем. Sozialistische Einheitspartei Westberlins, SEW) — коммунистическая партия в Западном Берлине, функционировавшая с 1962 по 1991 год. 

## История
Была основана на базе западноберлинских районных организаций восточногерманской СЕПГ и активно поддерживалась той, также имела контакты с находившейся на нелегальном положении западногерманской КПГ (после создания в 1968 году легальной ГКП будет сотрудничать и с ней). Поддерживала «принцип трёх государств», согласно которому Западный Берлин не являлся частью ФРГ, содействовала подписанию Четырёхстороннего соглашения 1971 года. Имела некоторое влияние в профсоюзах, подвергалась преследованию со стороны Федерального ведомства по охране конституции. После тяжёлого поражения на выборах 1975 года начала быстро утрачивать влияние.
В 1991 году после смены власти в ГДР и объединения Германии партия была преобразована в организацию «Социалистическая инициатива» (нем. Sozialistische Initiative), которая распалась в 1993 году. Те её члены, которые решили продолжить политическую деятельность, вступили в Партию демократического социализма.
Печатный орган — газета «Die Wahrheit». Также с СЕПЗБ сотрудничала газета «Die Klarheit», редакция которой придерживалась еврокоммунистических позиций.

## Идеология
Согласно решениям I съезда СЕПЗБ (1966), партия выступала «против всесилия миллионеров, за предоставление рабочим и служащим права на участие в управлении экономикой, за демократические права народа и его представителей», а также «за обеспечение мира, за то, чтобы с немецкой земли никогда больше не начиналась война».

## Организационная структура
СЕПЗБ состояла из районных организаций (kreisorganisation) по одному на округ, районные организации из первичных организаций (grundorganisation). Высшим органом являлся съезд (Parteitag), между съездами — Правление (Parteivorstand), между его заседаниями — Бюро Правления (Büros des Parteivorstandes), орган для ведения текущей работы — секретариат партийного правления (Sekretariats des Parteivorstandes).
Районные организации
Районные организации соответствовали округам Берлина. Высший орган районной организации — районная конференция (kreisdelegiertenkonferenz), между районными конференциями — районное правление (kreisvorstand).
Первичные организации
Соответствовали предприятиям, учреждениям, жилым районам и учебным заведениям. Существовали первичные организации трёх видов — производственные первичные организации (betriebsgruppe), территориальные первичные организации (wohngebietsgruppe) и учебные группы (hochschulgruppe). Высший орган первичной организации — общее собрание первичной организации (mitgliederversammliung), между общими собраниями — правление первичной организации.
Смежные организации
Молодёжные организации — Союз свободной немецкой молодёжи Западного Берлина (ССНМЗБ, Freie Deutsche Jugend Westberlins, FDJW). и Пионерская организация Западного Берлина, центральный печатный орган — Die Wahrheit, теоретический журнал — Konsequent.

### Председатели
- Герхард Данелиус (1962—1978).
- Хорст Шмитт[нем.] (1978—1989).
- Дитмар Аренс (1989—1991).